# Jacques Salze
Jacques Salze, né le 20 avril 1987 à Montpellier, est un ancien footballeur français, devenu arbitre.

## Biographie
Après un passage par le centre de formation de Montpellier et un premier contrat professionnel à l'AS Cannes, il s'engage en 2006 avec l'US Créteil-Lusitanos, dont il porte les couleurs pendant trois saisons. Après une première saison difficile en Ligue 2, qui voit le club descendre en National, il devient un titulaire régulier en défense.
En 2009, il s'engage avec le Clermont Foot et dispute avec ce club huit saisons en Ligue 2. 
Lors de la saison 2017-2018, il s'engage avec l'US Quevilly-Rouen Métropole (QRM) en Ligue 2 mais joue peu, gêné par une nouvelle blessure. Il met un terme à sa carrière de joueur à la fin de cette saison à l'âge de 31 ans.
Il retourne à Clermont et prend une licence d'arbitre dans son ancien club, le Clermont-Foot 63,.